# Farigia gamarra
Farigia gamarra är en fjärilsart som beskrevs av Paul Dognin 1890. Farigia gamarra ingår i släktet Farigia och familjen tandspinnare. Inga underarter finns listade i Catalogue of Life.